# Nu, o Gud, har stunden kommit
Nu, o Gud, har stunden kommit är en psalm med text och musik skriven 1985 av Hans Nyberg.

## Publicerad som
- Psalmer i 90-talet som nummer 822 under rubriken "Kyrkan och gudstjänsten".
- Verbums psalmbokstillägg 2003 som nummer 728 under rubriken "Helg och gudstjänst".